# Pierre Jean François Marie Delouche
Pour les articles homonymes, voir Delouche.
Pierre Jean François Marie Delouche est un homme politique français né le 22 mars 1799 à Saint-Senier-de-Beuvron (Manche) et décédé le 2 janvier 1879 à Avranches (Manche).
Avocat à Caen puis à Avranches, il est président de la commission municipale d'Avranches après la Révolution de 1848. Il est député de la Manche de 1848 à 1849, siégeant avec les républicains modérés.

## Sources
- « Pierre Jean François Marie Delouche », dans Adolphe Robert et Gaston Cougny, Dictionnaire des parlementaires français, Edgar Bourloton, 1889-1891 [détail de l’édition]